# José Villegas
José Villegas (La Experiencia, 20 giugno 1934 – 24 dicembre 2021) è stato un calciatore e allenatore di calcio messicano, di ruolo difensore.

## Palmarès

### Giocatore

#### Competizioni nazionali
- Coppa del Messico: 1

Guadalajara: 1962-1963